# Villa Gisella

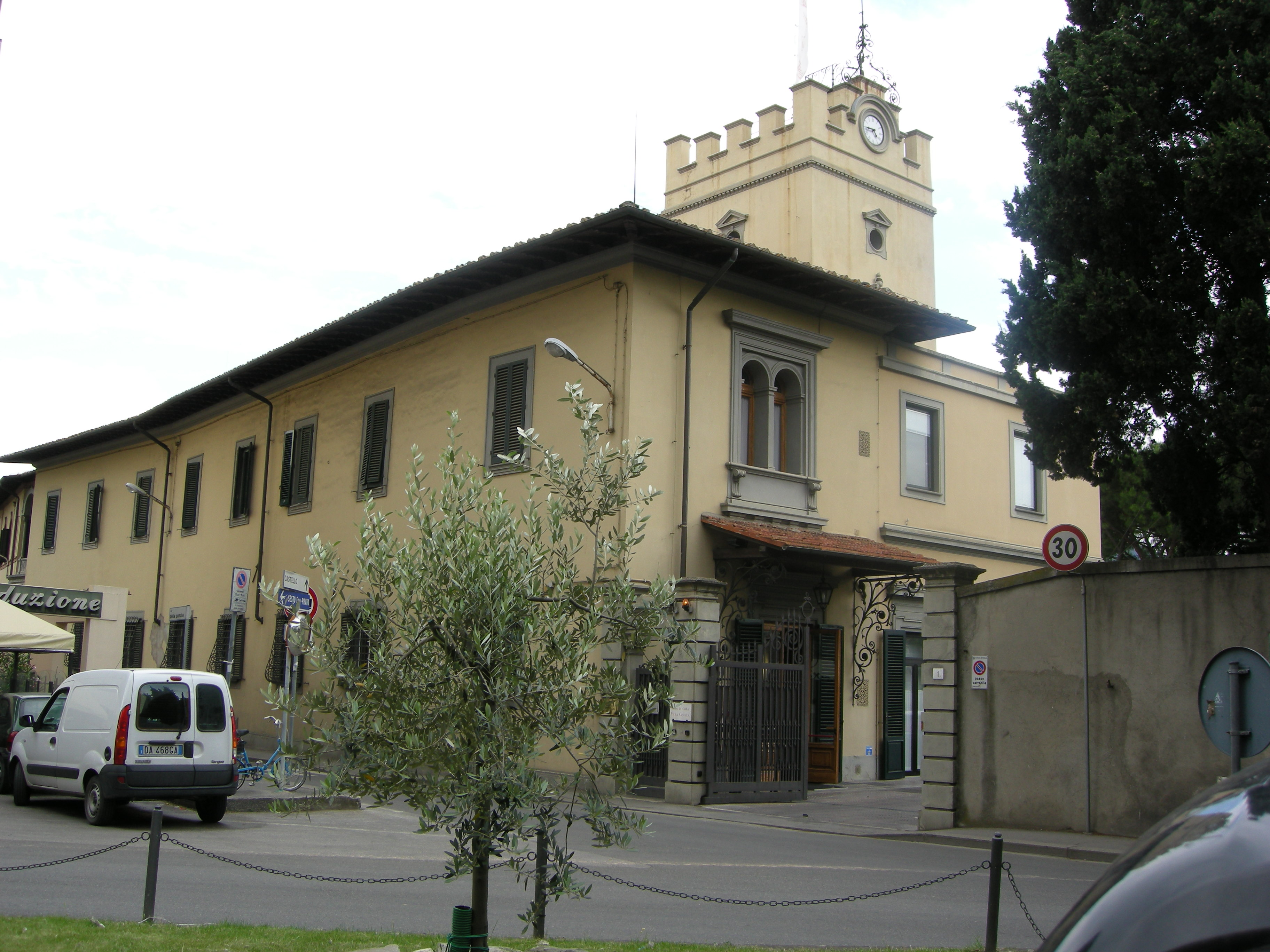
Villa Gisella

Villa Gisella, già villa I Pini, si trova in largo Enrico Caruso 1 a Firenze. La villa fu la residenza del tenore Enrico Caruso, come ricorda una lapide sul lato lungo via delle Panche.

## Storia
La villa esiste almeno dal 1427, quando apparteneva a Guido di Tommaso Deti, fiorentino del popolo di Santa Felicita. Nel 1567 fu acquistata da Bartolomeo Filippi e nel 1587 Maria Filippi la passò in dote a suo marito Bartolomeo Del Turco. A seguito di una causa tra Maria e il cardinale Giovanni Battista Deti la villa tornò ai Deti nel 1614 e nel 1620 venne venduta alla famiglia Falconetti, fiorentina, residente nel quartiere di Santo Spirito. In seguito passò ai Cavalcanti (1660), ai Cattani (1751) e ai Teri per poi pervenire, dopo altri passaggi, al cantante Enrico Caruso, che la acquistò nel 1904.

### L'epoca di Caruso
Il tenore Enrico Caruso, grazie allo straordinario successo della sua tournée del Rigoletto alla Metropolitan Opera House di New York del 1903, poté tornare in Italia con i soldi necessari per acquistare, nel 1904, Villa "I Pini" alle Panche, nella zona collinare a nord di Firenze.
Egli la fece ristrutturare completamente facendola ampliare e dotare di un ampio giardino all'italiana, prima di stabilirvisi con la sua compagna, Ada Giachetti. Dopo la sua morte, la villa fu ereditata dal figlio Enrico junior, che vi visse con la moglie Elena Canessa. In seguito la villa venne messa all'asta ed acquistata da nuovi proprietari. Nel 1954 pervenne al pediatra Giuseppe Mecca che dal 1956 la destinò a casa di cura di medicina generale, cambiandone il nome attuale.

## Descrizione

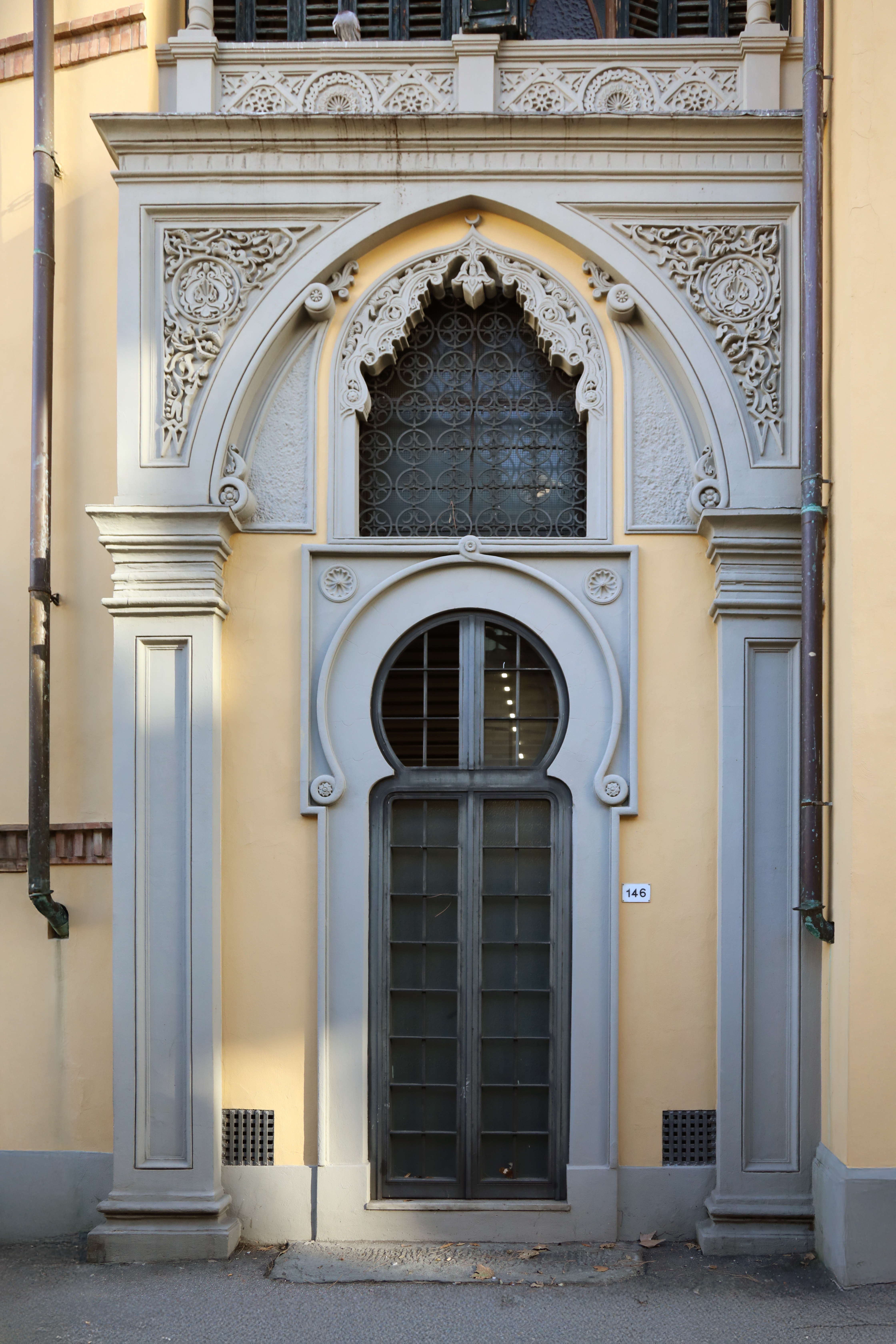
Il portale moresco

La villa è un interessante esempio di stile eclettico a Firenze, improntato su preesistenze più antiche.
L'elemento più vecchio è la torretta, forse duecentesca, sormontata da merlatura e da un orologio più tardo. Anche il lato sulla strada presenta un aspetto tipico delle abitazioni "da signore" rustiche dei dintorni di Firenze, con elementi in pietra (come i davanzali, le cimase e le mensole delle finestre) che spiccano sull'intonaco chiaro. Le bifore e il portalino moresco su via delle Panche sono invece novecenteschi.
All'interno restano alcuni ambienti storici, come la cappella, la sala del trono, la stanza del biliardo e una pregevole scalinata lignea. Numerosi portali interni hanno gli archi rialzati in stile moresco, come quello sull'esterno.

### Il giardino
Il giardino ha un impianto all'italiana, con aiuole geometriche cinte da siepi in bosso e punteggiate da cipressi e essenze fiorite. Nei circa 7000 m2 si trova anche una serra e un vialetto fiancheggiato da colonne.